# 楊浩之
楊浩之（英語：Matthew Yang，1995年10月20日—）為美國男子籃球運動員，場上位置為後衛。楊浩之的父母親都是臺灣人，楊浩之在美國長大，畢業於加利福尼亚大学洛杉矶分校，在美國期間不曾是校隊成員，未曾接受過正規籃球訓練，2018年來到臺灣後曾加入夢想家青年隊，2021年7月在P. LEAGUE+新人選秀會第四輪獲得高雄鋼鐵人青睞，同年8月與高雄鋼鐵人完成簽約。2021-22賽季出賽11場，場均表現為1.4分、1.5籃板，2022-23賽季沒有任何出賽紀錄，2023年2月9日在球隊迎來林書豪加盟以及聯盟規章關係，楊浩之與高雄17直播鋼鐵人解除合約，楊浩之在Instagram表示「當初因為林書豪才愛上籃球」。第21季SBL楊浩之效力彰化柏力力，總計代表球隊出賽6場，2024年回到美國進入西北大学就讀物理治療碩士。

## 外部連結
- 楊浩之的Instagram帳戶
- 楊浩之的Facebook專頁
- 楊浩之在P. LEAGUE+
- 楊浩之在Eurobasket.com（球員）（英语）
- 楊浩之在Flashscore（英语）